# Софія Йованович (режисерка)
Софія (Соя) Йованович (серб. Софија „Соја“ Јовановић; 1 лютого 1922, Белград — 22 квітня 2002, там же) — югославська і сербська режисерка і сценаристка.
Перша в Сербії жінка-режисер.

## Біографія
Соя Йованович зробила значний внесок у творчий розвиток югославського і сербського театру, кіно та телебачення другої половини XX століття. Багато років працювала в Белградській театральній академії.
Поставила на театральних сценах країни близько 50-ти п'єс, ряд художніх і телевізійних фільмів, телевізійних вистав і шоу («Восьмий наступ», «Кіт Тоса», «Трамвай двійка», «Піп Чіра і піп Спіра»), багато лялькових постановок і радиоспектаклів.
Авторка першого югославського кольорового художнього фільму «Піп Чіра і піп Спіра».

## Вибрана фільмографія

### Режисерські роботи
- 1954 — Підозрілі особи
- 1957 — Піп Чіра і піп Спіра
- 1960 — Диліжанс мрії
- 1962 — Dr
- 1964 — Шлях навколо світу
- 1966 — Орли літають рано
- 1969 — Silom otac
- 1976 — Шкода, дуже шкода
- 1979 — Восьмий наступ

### Сценарії
- 1954 — Підозрілі особи
- 1957 — Піп Чіра і піп Спіра
- 1964 — Шлях навколо світу
- 1966 — Орли літають рано
- 1969 — Silom otac

## Нагороди
Софію Йованович відзначено високими кінематографічними нагородами, в тому числі премією «Золота арена» міжнародного фестивалю ігрового кіно в м. Пула (1975), Спеціальним дипломом Сінематека за видатний внесок у кіномистецтво, премією за кращу режисуру на театральному фестивалі в Югославії, премією «Бојан Маточина» та багатьма іншими.